# Article 12 du Traité de Londres de 1795
L'article 12 du Traité de Londres de 1795 est une clause de la convention commerciale entre l'Angleterre et les États-Unis visant à solder les différends consécutifs à la guerre d'indépendance. C'est l'un des premiers grands thèmes d'affrontement entre le sud et le nord des États-Unis :  le nord, protectionniste, est accusé par le sud, agricole et libre-échangiste, de vouloir brider la culture du coton, en pleine accélération grâce à l'acclimatation réussie, en Géorgie et en Caroline du Sud, d'une nouvelle variété de coton, le Sea Island cotton.

## Les prémices: la taxe à l'importation de 1789
En 1792, lorsque l'article 12 est en projet, l'immense majorité des importations américaines de coton provient des Antilles, avec 0,37 million de livres sur un total de 0,44 million de livres.
Le marché n'a pas encore subi l'impact de la taxe à l'importation de coton, de 3 cents par livre, soit 15 % du prix du coton, alors de 25 cents par livre pour cause de pénurie. Votée en 1789 par le congrès américain qui vient de bénéficier d'une nouvelle constitution, c'est une mesure protectionniste qui a modelé les débuts de l'histoire de la culture du coton.
L'idée de la taxe est d'inciter au développement des cultures aux États-Unis mais aussi de protéger les Antilles comme source d'approvisionnement de l'Angleterre, qui a besoin du coton de Saint-Domingue, où la révolte des esclaves démarre en 1791. En signant le traité de Whitehall avec les grands planteurs de l'île, Londres pare au plus pressé. La « famine de coton » des premiers entrepreneurs du coton britannique, dont les nouvelles machines permettent de multiplier la production par cent semble si forte que les Américains doivent de leur côté trouver de nouvelles sources d'approvisionnement.

## L'intervention du Sénat américain pour une réécriture de l'article 12
Ce traité a été soumis pour ratification au Sénat américain le 8 juin 1795. Le 24 juin le Sénat a passé une résolution demandant d'amender le traité en suspendant l'article 12, qui concernait le commerce entre les États-Unis et les Antilles. Dans le but de protéger l'émergence d'usines de coton dans le nord des États-Unis, en sécurisant leur approvisionnement, il était prévu d'interdire d'exporter en Europe le coton américain.
L'Angleterre avait joué un rôle important dans la mise au point de cette disposition. Elle souhaitait en effet protéger sa principale source d'approvisionnement en coton, les Antilles, en réclamant dès 1792 un article 12 pour le traité de Londres, interdisant les importations de coton américain. Le Sénat américain refusera cet article 12. Il est alors demandé à l'un des rédacteurs du traité, John Jay, de modifier l'écriture de l'article 12, pour mieux prendre en compte l'intérêt des régions cotonnières du sud des États-Unis.
La nouvelle version de l'article 12 prévoit qu'il est interdit de transporter sur un bateau américain du sucre, du coton ou toute autre denrée coloniale, vers tout autre pays que les États-Unis. L'idée est toujours de réserver le coton américain aux usines américaines, comme dans la précédente version, mais en permettant à ces dernières de nouer aussi des liens commerciaux avec les producteurs des Antilles. Elle a été jugée pire que la précédente, ce qui a entraîné l'impopularité de John Jay.

## Les protestations publiques dans le Sud
Le 14 août le Sénat a ratifié le traité avec la condition que le traité contienne des phrases spécifiques quant à la résolution du 24 juin sur l'article 12. Le traité a été ratifié par la Grande-Bretagne le 28 octobre 1795 et les ratifications ont été échangées à Londres puis proclamées le 29 février 1796.
De nombreuses protestations publiques ont accueilli John Jay et son traité. Un cri populaire fut lancé :

« Maudissez John Jay ! Maudissez tous ceux qui ne maudiront pas John Jay ! Maudissez tous ceux qui ne mettront pas de lumières à leur fenêtre en s’y asseyant toute la nuit pour maudire John Jay. »

— William Weeks, Building the Continental Empire, p. 23
Cependant, le conseiller Alexander Hamilton a convaincu Washington que c'était le meilleur traité qui pouvait être espéré et le président a accepté de le signer.

## Les conséquences sur la politique américaine
Le parti français à Washington reprochait à la fois aux industriels du nord leur protectionnisme et un traité jugé trop favorable au partenaire commercial anglais, censé avoir été signé dans le dos et sur les dos des cultivateurs du sud des États-Unis. Ceux du Natchez District obtiennent lors du traité de Madrid de 1795, la zone franche de la Nouvelle-Orléans, concédée par l'administration espagnole de la Louisiane pour inciter au développement économique de la vallée du Mississippi. Ce traité, signé sur fond d'intrigues et de spéculation et qui ne donnera pas pleinement satisfaction côté américain, diminue le prestige du signataire américain du traité de Londres, Thomas Pinckney, ex-candidat à la vice-présidence des États-Unis pour le compte du parti fédéraliste.
Le traité de Londres a poussé le ministre des affaires étrangères et futur président des États-Unis Thomas Jefferson à former un groupe actif et ouvertement en opposition à Hamilton et ses associés anglophiles. Le groupe de Jefferson s'est appelé « les Républicains », et nommé plus tard le Parti républicain-démocrate.
Le parti français à Washington va s'opposer aussi à la convention commerciale tripartite de 1799, entre la nouvelle république d'Haïti, les États-Unis et l'Angleterre, qui va dans le sens opposé à la taxe à l'importation de coton de 1789. Entre 1798 et 1800, il soutient la quasi-guerre et doit résoudre le problème de la piraterie des navires américains dans la Caraïbe. La paix sera signée en 1800 par le traité de Mortefontaine. La même année, Thomas Jefferson arrive à la présidence et procède à l'achat de la Louisiane à la France en 1803.